# Friso do Partenon
O friso do Partenon ou friso das Panateneias é um friso esculpido que originamente rodeava o sékos (parte fechada) do Partenon, na Acrópole de Atenas, Grécia. De ordem jónica — apesar do edifício ser dórico, — o friso é de mármore pentélico, tem 160 metros de comprimento e tem representações 378 figuras humanas. É uma obra de vários artistas, mas muito provavelmente foi esculpida sob a direção de Fídias entre 442 e 438 a.C.
A intepretação mais aceite é que o friso representa a procissão do peplo durante as Panateneias. É uma novidade na escultura grega, pois trata-se de um tema não mitológico num edifício de vocação religiosa. A procissão parte no lado ocidental, onde estão representados os preparativos. Passa depois em paralelo nas paredes sul e norte, que representam os mesmos temas: primeiro os cavaleiros, depois os carros até perto do meio, seguem-se os personagens masculinos a pé. O lado norte, possivelmente o mais visto, é o que tem recebido mais atenção por parte dos escultores e estudiosos de arte. A procissão termina no lado oriental, onde é acolhida pelos deuses. Ali aparecem pela primeira vez figuras femininas. A cena de entrega do peplo encontra-se no centro desse lado do friso.
Não se conhece qualquer texto antigo que explique com certeza o que representa o friso. Os historiadores e arqueólogos propuseram várias interpretações diferentes sobre aquela procissão das Panateneias. Chrysoula Kardara, Kristian Jeppese e Joan B. Connelly vêm nela os mitos fundadores atenienses;  John Boardman vê a heroicização dos combatentes da batalha de Maratona. Para outras a representação transcendia a simples procissão e exprimia a dedicatória do conjunto da cidade à sua deusa tutelar (Atena).
Desde que foi realizado, o friso teve um grande influência na arte. Há principalmente dois temas que foram tomados de empréstimo por outros artistas: o apobátês (soldado em armas a subir ou a descer de um carro) e o bovino que é levado para ser ser sacrificado. Esses temas encontram-se na cerâmica ou na escultura e até na poesia de John Keats, no início do século XIX. A partir da chegada dos mármores do Partenon a Londres, nos primeiros anos do século XIX, a sua influência começou novamente a fazer-se sentir na arquitetura e arte do Ocidente. Os artistas copiaram ou utilizaram mais ou menos diretamente os relevos do friso, principalmente nas obras neoclássicas.
O friso foi relativamente pouco mexido durante muitos séculos, devido a ser pouco visível e pouco acessível, mas durante o cerco de Atenas (parte da Guerra da Moreia) pelos venezianos comandados por Francesco Morosini em 1687, um quinto foi destruído, nos lados norte e sul. Um pouco mais de metade do friso, os chamados mármores de Elgin, conserva-se no Museu Britânico, para onde foi levado por Lorde Elgin no início da década de 1800; um terço encontra-se no Museu da Acrópole de Atenas e o resto em vários outros museus, nomeadamente o Louvre em Paris e o do Vaticano. Praticamente desde a independência, na década de 1820, que o Estado grego reclama ao Reino Unido a restituição da parte do friso conservada no Museu Britânicos, bem como de outros elementos da decoração escultórica do Partenon.

## O Partenon e as Panateneias
Em 480 a.C., os persas saquearam a Acrópole de Atenas, onde então estava em construção um "pré-Partenon". Depois das saírem vitoriosos  nas batalhas de Salamina e de Plateias, os atenienses tinham jurado não restaurarem os templos destruídos, deixando-os ta como estavam como recordação da "barbárie" persa. Entretanto o poderio de Atenas foi crescendo gradualmente, principalmente no seio da liga de Delos, que ela controlava de forma cada vez mais hegemónica. Como exemplo ilustrativo disso, o tesouro da liga foi transferido de Delos para Atenas em 454 a.C. Foi então que foi empreendido um vasto programa de construções, financiadas por esse tesouro. Entre essas obras estava o Partenon, o qual nunca foi exatamente um templo, mas sim um tesouro destinado a guardar a colossal estátua criselefantina de Atena Partenos.
O Partenon foi construído entre 447 e 438 a.C. O edifício que o antecedeu, muitas vezes designado como "pré-Partenon", sobre o qual se sabe muito pouco, era hexastilo. O seu sucessor, maior, é octostilo, com 8 colunas na fachada e 17 nos lados do peristilo. É um grande edifício retangular, com 30,88 por 69,5 metros; o sékos tem 19 metros de largura. Tinha duas grandes salas: uma no lado oriental, para guardar a estátua com 12 metros de altura; a outra, na parte ocidental, para guardar o tesouro da liga de Delos.
As obras foram confiadas a Ictinos, Calícrates e Fídias. O projeto de decoração foi simultaneamente tradicional e inédito. Os frontões foram maiores e mais complexos dos que até então se tinham feito. O número de métopas (92) não tinham precedentes e nunca foi novamente igualado. Enquanto o templo é de ordem dórica, a decoração do sékos, normalmente composto de métopas e tríglifos, foi substituída por um friso de ordem jónica, cujo tema está relacionado com as festas panatenaicas.
A partir de 566 a.C.,  as Panateneias tornaram-se a principal festa religiosa de Atenas. Eram celebradas durante o mês do hecatombeão todos os quatro anos e incluíam competições desportivas e musicais, espetáculos equestres, um concurso de beleza masculina e até uma regata na baía do Pireu. Os vencedores recebiam uma ânfora cheia de azeite produzido pelas oliveiras sagradas de Atena. O ponto mais alto da festa era a procissão que se realizava num percurso de pouco mais de um quilómetro entre o Dípilo e a Acrópole. Nessa procissão era levado um novo peplo (vestido) bordado à estátua de Atena Polias (um xoanon [estátua de madeira] conservado no Erecteion).

## Descrição geral
Os arqueólogos e especialistas de arte antiga numeraram as placas de mármore do friso com números romanos e os personagens com números árabes. A base da numeração é a adotada por Adolf Michaelis na primeira obra de referência sobre o Partenon — Der Parthenon, de 1871. Essa numeração foi ligeiramente alterada por William Dinsmoor em 1954. Ian Jenkins melhorou-o em 1994, graças a novas descobertas: mais cinco placas do lado norte e três do lado sul. A oeste, a placa de referência é a do canto noroeste (magistrado), numerada I; nesse lado, a numeração vai até XVI (16), no canto sudoeste. A numeração retoma I nesse canto para o friso sul, que vai até XLII (42) para Michaelis e XLVII (47) para Jenkins no canto sudeste. No friso norte, a placa I está no canto nordeste e vai até XLIV (44) para Michaelis e XLVII (47) para Jenkins no canto noroeste (no sentido inverso da numeração do friso sul). No friso oriental, a numeração começa no canto sudeste e vai até IX (9) no canto nordeste. A numeração dos personagens segue a mesma organização.
No total, o friso tem 159,2 metros de comprimento — os lados ocidental e oriental têm 28,18 m e os lados norte e sul têm 58,53 m. Está esculpida em relevo muito baixo, com 5,5 cm de espessura. As 114 placas têm 101,5 cm e altura e 60 cm de largura. Pesam cerca de duas toneladas. O comprimento de cada placa varia. A mais comprida e mais pesada encontra-se no centro do lado oriental (leste V); mede 4,43 m, pesa mais de oito toneladas e tem dez figuras (cinco deuses e cinco mortais). A placa ao seu lado (leste VI), um apenas ligeiramente mais curta. Estas duas placas correspondem praticamente aos dois blocos da arquitrave sobre os quais elas assentam (entre as colunas o vão é de 4,185 m). Nesse lado oriental, o comprimento das placas varia entre 1,26 m e 4,43 m. As placas leste VII e leste VIII, consideradas curtas, são de facto dois fragmentos de uma mesma placa com 3,59 m que está partida em duas. Nos lados norte e sul, o comprimento médio das placas é 1,22 m, o mesmo dos blocos de mármore das paredes, havendo algumas placas um pouco mais compridas por cima das varandas (entre 1,38 m e 1,705 m. No lado ocidental, os blocos medem em média 1,39 m, mas as duas penúltimas placas nas extremidade (oeste II e XV) medem 1,7 m; as placas  das extremidades (oeste I e XVI) têm a particularidade de terem apenas um personagem.
O friso é de mármore pentélico, que foi extraído de uma pedreira situada a 19 km da Acrópole. Os blocos foram preparados na pedreira com as dimensões necessárias antes de terem sido trasnportados e colocados por cima da arquitrave ou por cima das paredes do sékos. Aparentemente, apenas um terço das placas extraídas foram utilizados no friso.